# Cermeño
Cermeño è un comune (corregimiento) della Repubblica di Panama situato nel distretto di Capira, provincia di Panama. Si estende su una superficie di 94 km² e conta una popolazione di 1.946 abitanti (censimento 2010).